# 馬爾科維奇 (戈羅霍夫區)
50°32′0″N 24°45′6″E / 50.53333°N 24.75167°E
馬爾科維奇（烏克蘭語：Марковичі），是烏克蘭的村落，位於該國西部沃倫州，由盧茨克區負責管轄，始建於1450年，面積9.9平方公里，海拔高度233米，2001年人口391，人口密度每平方公里39.49人。